# ビフォア クライシス ファイナルファンタジーVII
ビフォア クライシス -ファイナルファンタジーVII（ビフォアクライシス ファイナルファンタジーセブン、BEFORE CRISIS -FINAL FANTASY VII-、略称: BC FFVII、BC FF7）は、2004年9月24日からスクウェア・エニックスが配信していた携帯電話向けネットワーク・アクションRPGである。

## 概要
『ファイナルファンタジーVII』（FFVII）までの6年間を舞台とし、プレイヤーは『FFVII』では敵側だった神羅カンパニーの精鋭部隊「タークス」の新人エージェントとなり、様々なミッションに挑む。『FFVII』の関連作品群「コンピレーション・オブ・ファイナルファンタジーVII」の第1弾。
携帯電話向け専用サイト「ファイナルファンタジーモバイル」で月々にポイントを消費することで購入することができ、当初はNTTドコモのiモード端末FOMA900i以降のみに対応していたが、2007年1月30日からはソフトバンクモバイルのYahoo!ケータイで、2007年4月5日からはauのEZwebでも配信が開始された。全てのコンテンツをプレイするには、本編用のアプリの他に、ミニゲーム用の「ゴールドソーサーアプリ」とその他のミニゲームであるバトルスクェア、ウェポンモード用の「エクストラアプリ」をダウンロードする必要があった（本編以外のアプリは無料配信）。
2018年3月31日をもって、「ファイナルファンタジーモバイル」のサービス終了に伴い配信を終了した。

## システム

### フィールド
本作はエンカウントするアクションRPGである。シンボルエンカウント方式を採用している。プレイヤーは戦闘画面でさまざまなアクションを行う。

### アクション
通常攻撃の種類や能力は、プレイヤーキャラクターによって異なる。相手が攻撃モーションに入ったときに、携帯電話のカーソルキーをタイミングよく押すことで、攻撃を回避することができる。魔法は後述する「マテリア」をもって使用する。また、アイテムは3つまで所持することができる。
「オートアタック」に設定することで、相手を自動的に追尾することができる。

### 特殊なアクション
本作には特定の戦闘において特別に使用することになるアクションがあり、各キャラクターに対して個別に用意されている。

### マテリア
『FFVII』で使用されたマテリアシステムが本作でも踏襲されている。マテリアと呼ばれる宝玉を武器や防具に装備させ、プレイヤーキャラクターに設定されているマジックポイント(MP)を使用することで魔法を発動する。マテリアには属性があり、武器に装着するとその属性が通常攻撃に付加される。装着しているマテリアのレベルが高いと、クリティカルヒットの確率が高くなる。魔法は攻撃だけではなく、相手に付加効果をもたらすものもある。
マテリア生成
一般的なマテリアは、携帯電話のカメラ機能を使って撮影した画像の色を、スキャン、分析して作り出すことができる。特殊なマテリアはミッションを攻略するなど、別の方法で入手することがある。
マテリア援護
Eメール機能を使い、他のプレイヤーに魔法攻撃の援護を要請できるシステム。最大3人までの援護が受けられる。画面下部に「援護ゲージ」というものがあり、それが上限まで伸びきらなければ要請できない。マテリアの一覧から援護して欲しいものを指定すると、他のプレイヤーへ、指定したマテリアを送って欲しい旨の要請メールが送られる。要請された側がそれに応じると、その者が使用しているキャラクターが画面に表示され、魔法による援護が行われる。この時、通信が長引くなどの事情があった場合は、NPCからの援護を受けることがある。なお、当然ながら要請者もプレイヤーであるため、要請をうける側にもなる。受け取った要請は断ることができ、オプションにより要請メールの受け取りを拒むこと（送受信拒否）もできる。
援護ゲージは時間の経過により序々に伸びてゆく。ダメージを受けてもゲージが伸び、HPが低いほど伸びる速度が上がる。
要請者が装備しているマテリアを含め、マテリア援護時に同じ属性のラ系魔法が3つ揃うと、魔法はガ系に変化する。同じマテリアが4つ揃うと召喚獣が登場する（召喚獣はラ系でなくてもよい。たとえばファイア×4でも登場する）。
送受信拒否をするとEメールの送信がされなくなるため、マテリア援護ができなくなる。
共有マテリア
後述する「メンバー」との間で、手持ち全てのマテリアを共有するシステム。マテリア援護を要請すると自動的に返信される。要請者の利点は、援護が長引くケースを回避し、素早く援護を受けられることにある。しかも共有マテリアの内容はあらかじめ知ることができるので、該当のものは必ず送られてくる。共有マテリアに該当するものがない場合は、別のプレイヤーにも要請できる。共有の拒否はできないので、メンバーに登録されると自動的に共有する形となる。

### ランクポイント
金銭を入手することのない本作で、その代わりとなるもの。略称はRP.「ポイント交換」によってRPと景品を交換することができる。RPはエピソードミッションや救出任務を攻略することで入手でき、総額が一定の量に達すると「ランク(RANK)」があがる。これに応じ、景品のラインナップが増える。
「トレーニー」など、ランクごとに名前を持つ。

### メンバーリスト
ゲームを進める上でより深い協力関係にある仲間のリスト。仲間は「メンバー」と呼ばれる。手持ちのマテリアはメンバー間により共有され、一部のミッションはメンバーとともに遂行することになる。登録できるメンバーは最大3人までであり、援護要請に応じる、または応じられると自動的にメンバーに加わる。また、プレイヤーには「社員ID」が割り振られており、他のプレイヤーのIDを入力することで、その者をメンバーに加えることができる。なお、メンバーと遂行するミッションは、メンバーがいなくてもNPCが参加することになるので、メンバーが1人も登録されていなくとも前に進めないという事態は生じない。

## ミッション
このゲームの中核となるのは「ミッション」モードの中の「エピソード」、「救出任務」の2つである。全24章のうち22章と23章は前編後編の構成となっている。

### エピソード
神羅カンパニーの精鋭部隊「タークス」の新人エージェントであるプレーヤー（複数のキャラクターから選択可）は、与えられる様々なミッションをこなしていく。一つのシナリオは4～5つのミッションで構成され、全てクリアすると次のミッションが選択できるようになる。エピソードをクリア、また後述の救出任務に成功すると「ランクポイント」が手に入り、様々なアイテムや他のキャラクターと交換できる。
なお、ミッション中のシナリオでキャラクターたちは相互の連絡を携帯電話で行うことがある。

### フリーモード
選択可能なミッションの舞台を散策して情報収集やバトルができる。

### 救出任務
このゲームではシナリオモードの途中で体力が無くなる、既定の条件を達成できないなどするとペナルティを負ってメインメニューに戻るか、敵に投獄され仲間（他のプレーヤー）に助けを求めることが出来る。助けを求められたプレーヤーの携帯電話には、ゲームを起動していなくともEメールが届き、救出に赴く事が出来る。また、メインメニューから自ら能動的に助けに行くこともできる。受け取った要請は断ることができ、オプションにより要請メールの受け取りを拒むこと（送受信拒否）もできる。なお、救出任務ではマテリア援護の要請は行えない。
仲間が捕まっている収容所には各シナリオ毎に「第一収容所」と「第二収容所」の二種類があり、後者はある程度のキャリアが要求され難度も高い。また、自分が選択できない章の収容所に捕らえられている仲間を助けに行くことはできない。
HPとMPが減った状態で自ら脱出することもできる。救出任務とは別ルートを通ることになる。脱出は第一収容所のみ可能で、失敗すると収容所に戻される。また、第二収容所に収容されることもある。

### トレーニング
プレイヤーがランクポイントで購入した「トレーニングキャラクター」と戦うことができる。

### ウェポンモード
全章配信後に登場した新たなミッション。『BC FFVII』本編終了後のストーリーになっている。ただし全章をクリアしておく必要はない。プレイするためには、公式サイトで「エクストラアプリ」をダウンロードする必要がある。ウェポンは一度倒されたが、異空間から再度復活し、プレイヤーを再び襲い始めた。名称もウェポンモードから、ウェポンディメンションモードに変更された。このモードの出現で、現在最難関の救出任務が追加された。

## ゴールドソーサー
公式サイトで「ゴールドソーサーアプリ」をダウンロードすると、『FFVII』にも登場する巨大遊園地「ゴールドソーサー」（略称：GS）に行くことができる。各種ミニゲームを遊ぶ場所で、その中の1つである「バトルスクウェア」を遊ぶには、さらに「エクストラアプリ」をダウンロードしなければならない。これらをプレイするには、ゲーム中でランクポイントを消費し、ゴールドソーサーポイント(GP)を購入する必要がある。
チョコボスクェア
チョコボレーシング
競馬のような趣向のミニゲーム。ゴールドソーサーポイントを賭けてチョコボの順位(1、2着)を予想する。また、捕獲したチョコボを所有しレースに参加させることも出来る。トレーニングやエサやりでステータスを上げる育成も可能。『FFVII』のチョコボレーシングとは異なり、チョコボはランダムでアビリティを覚えることがある。マテリアを装備させ任意で魔法を使わせることで、対抗するチョコボを妨害することが出来る。

ワンダースクェア
スーパーダンク
バスケットボールを連続でゴールに入れるミニゲーム。タイミングで増減するパワーゲージを調整して制限時間内にボールをシュートする。2つのモードがあり、「ノーマル」は、ボールを連続で入れた分だけGPが増え、1度失敗するとゲームが終了する。「スコアアタック」は、一定時間にどれだけボールを入れられるかを競う。
腕相撲
画面の指示に従ってひたすらボタンを連打して対戦相手をうち負かすことを目的としたコンピューターゲーム。ノーマルと勝ち抜き戦では、基本ルールや戦い方が若干異なる。ノーマルでは難易度の異なる5人から対戦相手を選んで1回だけ勝負する。勝てば敵の強さに応じてGPがもらえる。勝ち抜き戦では、ボタン連打だけでなく左右の方向キー(または4と6の数字キー)の連打で攻撃と防御を行い、さらにゲージがたまれば必殺技も繰り出せる上級仕様。勝った回数に応じてGPがもらえる。

バトルスクェア
闘技場
他の相手とレベルやランクに関係なく戦えるミニゲームである。ランクを上げることができる昇格バトルとハンディを負いつつも戦うことができる勝ち抜きバトルがある。昇格バトルは主にゴールドソーサーで売っているお守りを買い、所持することによって、ランクにより戦闘のときクリティカル率が上げるため昇格バトルを行う。相手を倒した回数ではなく、バトルで相手にどれだけ大きなダメージを与えたかで勝敗判定される。

## 用語
神羅カンパニー
プレジデント神羅が統治する、世界を牛耳るほどの権力を誇る巨大企業。魔晄の発掘・供給を初め、世界中のあらゆる産業を取り仕切る。
タークス
正式名称「神羅カンパニー総務部調査課」。陰から神羅を支える精鋭部隊であり、ソルジャーとタークスのスカウト、情報収集や暗殺などあらゆる任務を遂行するエリート部隊である。仕事と任務を分けた考えなど一貫した信念を持ち、外見は黒いスーツ姿と一般人と変わらない軽装備であるが、さまざまな武器や体術を駆使しながら極秘任務から荒事まで任務を遂行する。主人公はタークスの新人となって与えられた任務を遂行していく。後にある理由から神羅に反旗を翻し、ジルコニアエイド殲滅のために独自にアバランチと戦う。
アバランチ
星命学の信奉者によって結成された反神羅組織。魔晄を吸い上げて星の命を削る神羅を倒すべくタークスと幾度となく激突する。潤沢な資金（提供者はルーファウス）の下にアバランチ兵と呼ばれる私兵を組織、反神羅の大勢力としてテロリズムを行う。『FFVII』でも同一の活動内容をする組織として登場するが、『BC FFVII』との連続性はない。『FFVII』のアバランチは『BC FFVII』のアバランチに倣って名付けられた。
レイブン
アバランチの幹部フヒトによって特殊な改造を施されたアバランチ兵。その能力はソルジャーにも匹敵する。たとえ一度倒されても、特殊なカプセルに浸される事で復活するが、次第に自我を失っていく。
ジルコニアエイド
古来から伝わる究極の召喚獣。これを召喚するには特殊なマテリアが必要であり、召喚されれば世界が滅びると言われている。フヒトはこのジルコニアエイドを召喚して世界中の生命を根絶やしにし、星の寿命を永らえさせようとしている。
カーム誤爆事件
本作より数年前、ヴェルドの通信ミスによって反神羅の内通者に向けられるはずだった砲撃が誤ってカームに直撃してしまった大惨事。この事件によってヴェルドは娘のエルフェ（フェリシア）と生き別れてしまい、彼女を含める生存者は神羅屋敷に運ばれてマテリア融合実験に利用された。
マテリア融合実験
かつて神羅屋敷で行われていた、人間の体内にマテリアを融合させる実験。幼い頃のエルフェはカーム誤爆事件の後、この実験によりジルコニアエイドの召喚マテリアを埋め込まれた。

## 登場人物

### プレイヤーキャラクター
プレイヤーキャラクターは一人のユーザーにつき、2体作成できる。

#### 第1章から操作できるキャラクター
ロッド（男）
ミッドガル出身。ジュノンで暴れまわっていた元ギャングリーダー。当時は他のギャングとの抗争や、盗んだバイクで走り回ったりして過ごしていた。ストリートファイトがめっぽう強い上、バイクの運転と修理技術に秀でており、18歳の若さでギャングのリーダーとなる。言動は自信に満ち溢れ堂々としたものであり、メンバーは彼に絶大な信頼を寄せている。だが、今まで挫折を味わったことがないせいか、自信過剰気味な性格でもある。ある日神羅カンパニーに大胆にバイクを盗みに入るが、激闘の末にレノに捕まる。この事件を機に上には上がいることを知り、タークスの一番を目指そうとタークス入りを志願する。このような経緯のためレノのことをライバル視しており、先輩であるレノとルードの事を呼び捨てで呼んでいる。
攻撃方法は、ロッドを使った素早い打撃。反撃の隙を与えないスピーディーな戦闘が可能。クールに任務をこなす。
短銃（女）
ミッドガル・スラム街出身。神羅軍事学校の卒業生で、父親が軍事学校の教官であった関係で入学する。父親が厳しく指導し、また元来真面目な性格でもあった為、優秀な成績を修め首席で卒業し、タークスに入った。特に銃の射撃においては学生時代にその才能を開花させ、その正確さは銃の教官である父をうならせるほどである。非常に謙虚な性格で、人を裏切らない真面目さはツォンの信頼を得ているが、あまりにも真面目すぎて思考に柔軟性がないカタブツな面もある。言葉遣いは非常に丁寧で、ロッド（男）以外の仲間たちに対しては敬称をつけて呼んでいる。後にタークスメンバーとなるイリーナの姉。
攻撃方法は、短銃による射撃。正確な射撃で敵を翻弄する。前向きに任務をこなす。
短銃（男）
ウォールマーケット出身。元コルネオのボディーガード。彼の抜き打ちは素早く正確で、「銃を見た時には、既に死んでいる」と言われる。裏社会に嫌気が差してきた頃に、タークスの誘いを受けた。一般社会で銃の腕を生かせる機会は滅多にないと考え、タークス入りを決意した。冷静かつ無口で、無愛想とも取れる性格。裏社会で身に付けた流儀が企業社会で通用しないケースがあり、戸惑うことも多い。
攻撃方法は、二丁の短銃による素早い連続射撃。一発の攻撃力は低いが多段ヒットが期待でき、敵の動きを長く止めることが可能。操作キャラクターの中で、魔力が一番高いが、HP・攻撃力は一番低い。冷徹な彼は確実に任務をこなす。
散弾銃（女）
ミディール出身。名家の出身であるお嬢様で、平凡を嫌い、熱狂を追い求める性格。良家のたしなみとして幼少期からハンティングに親しみ、ショットガンの扱いにおいては超一流。その腕前が買われてタークスに入る。声が大きく目立ちたがりな性格で、ハンティングでは特に大物を狙い、一発で仕留める。仕事も大きい仕事では異常なまでのやる気を見せるが、逆に小さな仕事には見向きもしないという、少々ムラッ気のある面も見せる。『LO FFVII』で分かるようにロッド（男）とは仲が悪い様子。
攻撃方法は、ショットガンによる破砕の一撃。攻撃時の隙が大きいが、それをカバーするほどの射程範囲の広さを持っている。操作キャラクターの中で、HP・防御力が一番低い。豪快かつ華麗に任務をこなす。

#### 第8章から操作できるキャラクター
格闘（女）
アイシクルロッジ出身。傭兵として各地の戦地に赴いてきた。優れた格闘の使い手で、戦場においても数々の命の危険を切り抜けてきた。この才能が評価され、タークスにスカウトされる。元々合理的なリアリストであり、戦場における死を意識し続けた日々を通じてさらにその傾向を強めた。行動の判断基準は金で、金には少々うるさい。ロッド（男）たちよりも後にタークスに入った新人で、タークス入りが決まり故郷であるアイシクルロッジからミッドガルに向おうとしていたところを本部から連絡が入り、たまたまその時アイシクルロッジで任務していたメンバーと合流して彼らの危機を救い、後日正式にタークスとなった。
攻撃方法は、数多の戦いを駆け抜けてきた自慢の体術。初期装備では回し蹴り、武器を変換するとパンチになる。決定ボタンをタイミングよく押すことで連続攻撃になる。操作キャラクターの中で、移動速度が一番速い。得意の体術を駆使し、効率的に任務をこなす。

#### 第10章から操作できるキャラクター
格闘（男）
コスタ・デル・ソル出身。多くの難事件を解決してきた敏腕刑事で、犯罪者を取り押さえる体術と機転の利いた咄嗟の判断力に優れている。人情家で熱血漢な性格で、一直線な人柄が災いしてトラブルに巻き込まれて刑事を辞め、以前からスカウトを受けていたタークスに入る。タークスの中では雇われてから一番日が浅い新人で、9章でジュノンで起きた事件でレジェンド（男）同様にヴェルドから緊急招集を受け、後に正式にタークスとなる。
攻撃方法は、己の豪腕を生かした必殺のパンチ。決定ボタンを押し続けるとタメ攻撃になる。操作キャラクターの中で、MP・魔力・移動速度が一番低い。刑事時代の経験と自慢の拳を生かして、情熱的に任務をこなす。

#### 第19章から操作できるキャラクター
刀（男）
ゴンガガ出身。美を愛する剣士。普段は飄々としてつかみどころがないが、好戦的でキレると手が付けられないため、故郷では恐れられていた。それと同時に友達思いな性格で、かつて某組織に捕らえられた友人を助けるために単身で乗り込み、組織を一瞬で壊滅させてしまった。その事件で投獄されたが、タークス入りを条件に神羅の権力で保釈された。タークスの中でもキャリアが長いベテラン。別部隊として本部から長らく離れていたが、タークスのひとりが意識不明の重体に陥ったことで、欠員を補うために本部に呼び戻された。ザックスと同郷ではあるが、彼とは面識が無い様子。他のメンバーに比べると影が薄く、公式絵や『LO FFVII』に出演していない。しかし公式サイトでナイフ（女）と並んで、タイトルの上に立っている。
攻撃方法は、日本刀「村雨」による重みのある斬撃。決定ボタンによる攻撃の後で方向キーを押すと、二段攻撃になる。操作キャラクターの中で、防御力が一番高い。超然と任務をこなす。
手裏剣（女）
出身地は不明（後に『CC FFVII』でウータイと設定される）。現メンバーにおいても最年少ながらキャリアが長いベテランであり、他のメンバーの面倒をよくみている。非常に世話好きな性格。孤児院にいたところを神羅に潜在能力が認められ、幼少期からタークスになるべくして英才教育を受けた。タークス史上最年少でタークス入りを果たし、今のところその記録は破られていない。刀（男）と共に別部隊としてミッドガルから離れていたが、メンバーひとりの重体によって一緒に本部に呼び戻された。また、刀（男）同様影が薄いが、やはり彼同様に公式サイトでヌンチャク（男）と並んで、タイトルの上に立っている。『CC FFVII』では自ら「シスネ」と名乗るが、仕事上の名であり、本名ではない。
攻撃方法は、十文字手裏剣「烈火」によるトリッキーで古風なもの。攻撃がヒットしないときは武器が戻ってくるため、敵が回避しても戻ってきた武器でヒットさせることが出来る。献身的に任務をこなす。

#### S!アプリで第1章から操作できるキャラクター
ヌンチャク（男）
ボーンビレッジ出身。後から加わったキャラクターだが、設定上はロッド（男）たちと同期にあたる。金持ちの家に生まれ、何不自由なく暮らせる環境にあったが、お金では買えない自分だけの生き方を求めてタークス入りを決意。意外と真面目で勤勉家。タークスというブランドを愛し、その在り方を日々追求している。攻撃方法は、ヌンチャクを使った中近距離攻撃。攻撃の後にタイミングよく決定ボタンを押すと、連続技が発動する。着実に任務をこなす。

#### EZアプリで第1章から操作できるキャラクター
2007年4月26日からiアプリでも使用可能
ナイフ（女）
コレル出身。ヌンチャク（男）と同じように後から加わったキャラクターだが、ロッド（男）たちとは同期。戦争で両親を亡くす。戦争孤児たちの悲惨な生活に触れ、彼らを保護し、救う活動に身を投じる。子供たちを悲しませる諸悪の根源を絶つため、タークス入りを決意。孤児たちの写真を制服に入れて、大事に持ち歩いている。タークスメンバーの中では、かなりのお節介キャラであり、何かにつけては「んもう！」と発言している。バレットと同郷ではあるが、生まれてすぐに引っ越したため、面識が無い。攻撃方法は、ナイフを使った時間差を利用した攻撃。初期武器は自動的に2本目のナイフを投げるのに対し、他の武器は攻撃の後にタイミングよく決定ボタンを押すと、連続で1～3本のナイフを投げつけることが可能である。天涯孤独の身ながらも、朗らかに任務をこなす。

#### 特別編で操作できるキャラクター
2007年6月19日からiアプリで第1話から使用可能
ツォン
タークスメンバーのリーダー的存在。当時はまだ若く、情の厚さを抑えられない面があるが、尊敬する上司ヴェルドのプロフェッショナリズムを目標として邁進（まいしん）している。攻撃方法は、短銃による強力で正確なもの。その腕前は、一瞬で敵を倒すほどである。
ヴェルド
『BC FFVII』のタークス主任。タークスにおける結果至上主義を確立した人物で、失敗する者は許さないためタークスメンバーから恐れられているが、的確な指揮ゆえにメンバーの信頼は厚い。カーム誤爆事件で失った腕の代わりにつけた義手にマテリアを装備している。攻撃方法は、義手から放つ絶大な威力を持ったキャノン砲。コレルの事件でアバランチリーダーのエルフェが、死んだはずの娘フェリシアであると知り、彼女をフヒトから奪い返しその命を救うため、タークスを離れる。そのため、神羅カンパニーからは抹殺すべき対象として追われることになる。コレルでシアーズを救出し、以後は各地で活動を続ける。第23章でフェリシアと再会するが、ツォンにより「抹殺」された。実際は生存しており、メテオ襲来のときに主人公たちを従えてミッドガルの避難作戦に参加する。ヴィンセント・ヴァレンタインとは同期であり、都市開発部門統括のリーブとも親しい仲。
レジェンド（男）
ジュノン出身。過去に戦場の死神と呼ばれ恐れられていた超一流の工作員。通称「レジェンド・タークス」。公私ともに謎めいたメンバーとして一目置かれる存在。かつては反神羅組織に所属し、ソルジャーですら苦戦させていたが、神羅に対して反感を持っているというわけでもない。9章でヴェルドに協力要請を受けジュノンでタークスたちをサポートし、事件の解決後に正式な形でタークスとなる。ヴェルドのことは「おっさん」と呼んでいる。攻撃方法は、手製の爆弾による強烈な爆撃。置いてしばらくすると爆発する「2連鎖爆弾」と、リモコンによる操作が可能な「リモコン爆弾」の二種類から選べる。24章をクリア後、操作キャラクターとして選択できるようになる。操作キャラクターの中で、HP・MP・攻撃力が一番高く、全体的なステータスも高めになっている。

### タークスの同僚
レノ
制服を着崩したような服装をした赤髪のタークス・メンバー。常に素敵な自分を追求しているが、仲間想いである。基本的に楽しくありたいが、仕事もかっこよくこなしたいと考えている。タークスNO.1のスピードを誇る男であり、持ち前の脚力を生かした戦闘スタイルで、敵の動きをかく乱する。攻撃方法は、ロッドを巧みに使った素早い打撃。得意のロッド攻撃の他に、青黒いエネルギー弾を放つこともできる。『CCFFVII』発売と同時に配信された特別章で操作出来るようになる。
ルード
忠実で責任感が強く、無口で、仲間想いである。信頼している人にのみ、情け深さや心の温かさを示す。タークスNO.1のパワーを持つ男であり、パワフルな戦闘スタイルで敵を圧倒する。攻撃方法は、自慢の拳から放たれる強烈な衝撃。彼の拳から放たれる衝撃波は、地を這いまわるさまから地走りと呼ばれている。

### アバランチ
エルフェ / フェリシア
アバランチのリーダー。神羅に対しては特別恨みを持っているわけでは無いが、記憶を失って彷徨っていたところをアバランチに拾われ、以来自分を受け入れてくれた仲間達に恩返しをするべく、打倒神羅を決意する。その揺るぎない決意、剣の腕前、カリスマ性などから、若い女性ながらあまたのリーダー候補を押さえてのし上がった。
その正体は、アバランチの宿敵タークスの主任であるヴェルドの娘フェリシア。カームの誤爆事件と神羅屋敷でのマテリア融合実験で死んだと思われていたが、殆どの記憶を失いながらも辛うじて生き延びていた。コレルの魔晄炉で父親と再会した時に記憶を取り戻すものの、それが引鉄となって手に埋められたマテリアが覚醒してしまい、酷い昏睡状態に陥る。実は彼女自身はフヒトに利用されていたに過ぎなかった。
攻撃方法は、剣を使った華麗な攻撃。彼女の手には欠落しているジルコニアエイドのマテリアが埋め込まれており、埋め込まれている間はいっさいの攻撃が通用しない。しかし欠落したマテリアは彼女の命を吸収して欠落した分を補助している為、エルフェの体に不調を起こしており、このまま埋めていれば死に至ってしまう。第23章においてヴェルドと再会するが、ツォンにより「暗殺」された。
シアーズ
アバランチで最も強靭な拳を持つ武闘派幹部。序盤から主人公と何度となく戦うことになる。攻撃方法は、拳を使ったシンプルなものだが、レノとルードを倒すほどの技術を持っている。作戦行動時に現場で指揮をとることが多い。
幼い頃に両親を神羅に殺され、盗賊団に拾われて育つ。神羅への恨みを胡散晴らしするために暴れていた結果、100人を束ねる盗賊団の首領となっていた。そんなある日にエルフェと出会い、彼女の実力と人柄に触れ、アバランチに入った。エルフェに対しては忠誠以上の感情を抱いており、彼女を苦しめる存在を許さない。その為エルフェの命と彼女のマテリアを利用し、その本性を露にしたフヒトとは後に対立することになり、後半ではエルフェを救うためにヴェルドとタークスに協力することになる。最終的にはフヒトと刺し違えて死亡する。
フヒト
アバランチの頭脳派幹部。攻撃方法は、狙撃とレーザー光線。星命学者であり、アバランチの初代リーダーの一番弟子。星の命に対する考え方は極論であり、地上の生命を根絶してライフストリームに返すことで、星の命を維持しようとしている。そのためエルフェを利用し、彼女の持つマテリアで究極の召喚獣ジルコニアエイドを召喚しようとする。主人公とシアーズに一度は倒されるが、マテリアを体内に取り込んでモンスターに変身し、再度立ち上がる。しかし主人公により再び倒され、シアーズにとどめを刺された。

### その他
レイリー
神羅の女性科学者。ソルジャーの機密データを収めたディスクを所持していた。情報を聞きつけたアバランチに襲われるが、護衛についていたタークスとクラウドのおかげでデータを奪取されるも難を逃れた。
ザックス
ソルジャーの中でファーストを持つ。その腕前とは裏腹に意外と呑気な性格で、どんな状況下でもそれを楽しめるように心がけている。明るく仲間想いな人柄でもある。
アスール
ソルジャー候補生として捕えられた男の一人。相当な力を持つが、それに飽き足らず更なる力を追い求める。後に「DC FF VII」で「蒼きアスール」の異名を持つソルジャーとして登場。
クラウド
神羅カンパニー直属のルーキー兵士。英雄と呼ばれるセフィロスに憧れ、ソルジャーになりたがっている。
プレジデント神羅
神羅カンパニーを一代で築き上げた最高権力者。合理主催者で、神羅の障害になる存在は即座に抹殺する。
ルーファウス
神羅カンパニー社長、プレジデント神羅の実子。副社長という役職で長期出張中。実質的な権力はないとも言われる。
ハイデッカー
神羅カンパニー治安維持部門統括。プレジデントの右腕的存在だが、部下の信望は薄い。
シド
神羅カンパニー宇宙開発部門に所属する、伝説の飛空艇パイロット。卓越したテクニックを誇り神羅の最新ロケット「神羅26号」のパイロットに選ばれる。言葉は荒っぽいが根は優しくて大空を愛するロマンチスト。
宝条
神羅カンパニー科学部門を統括する、狂気の科学者。ある研究に歪んだ情熱を注ぎ、禁忌の実験に手を染める。
スカーレット
神羅カンパニーの兵器開発部門を統括する。幹部の紅一点。その妖艶な美しさからは想像できないほど性格は冷酷かつ残忍。それを象徴するような高笑いに兵は震え上がる。
ティファ
ニブルヘイムに住む少女であり、神羅兵であるクラウドの幼なじみ。ニブルヘイムの魔晄炉調査隊の道案内をすることになり、その際に発生した事件に巻き込まれる。
バレット
炭鉱の村コレルに住む男。石炭採掘ではコレルの発展が望めないことを悟り、村のために魔晄炉建設計画を推進していた。
イリーナ
後にタークスとなるイリーナだが、当初は優秀な姉に対する反発からタークスを毛嫌いしていた。
ケット・シー
独特のなまりで話す、ネコ型高性能メカ。神羅カンパニー都市開発部門統括のリーブが操っている。この頃はデブモーグリに乗っていなかった。
チェルシー
ルードと交際していた女性。実はアバランチのメンバーで、任務のためにルードに近づいたが、次第に本当に好意を寄せていき、最終的にルードの許から去っていった。
エッサイ、セバスチャン
ソルジャーでザックスの友人。ザックスとタークスと共にアイシクルロッジを調査しに現地へ赴いたが、アバランチに捕まりフヒトに洗脳される。最後は自我を取り戻して力尽きた。
ティアス
レイブンの一人。アイシクルロッジでタークスを迎え撃つも、フヒトに用済みとして始末される。
カイニュー
レイブンの一人。タークスを幾度と無く迎え撃つが、次第に自我を失っていき、最終的にタークスに倒される。
ユフィ
ウータイ出身の明るい少女。神羅が仕掛けた戦争にウータイが負けたことから、神羅を憎んでいる。
ケイノス
レイブンの一人。
ナナキ
神羅に実験サンプルとして連れて行かれる前のレッドXIII。星を守護し、獣でありながら人語を操る絶滅危惧最後の生き残りとされている。
ディネ
コスモキャニオンに住むナナキ（レッドXIII）の幼馴染。ナナキよりもひとまわり小さい。50年に一度行われる「星鎮めの儀式」のため、星に祈りをささげるためにコスモキャニオンの祭壇で3年間閉じこもる事となる。最初はナナキに反対されていたが、タークスとの戦いでナナキが賛同してくれたため、無事に儀式を行うことが出来た。
ライナー
レジェンド特別章に登場。反神羅組織に誘拐された武器商人。裏で神羅との繋がりがあるためレジェンド（男）に保護を命じられたが、過去にレジェンド（男）と因縁があり、彼に見捨てられた。
ノイマン
レノ特別章に登場。システム部門主任。ホランダーに買収され、科学部門の機密資料を盗んだあと、『CCFFVII』でも発生したジェネシスのミッドガル襲撃時に神羅のセキュリティシステムや警備メカを暴走させ（CCで神羅ビル内でザックスが警備メカに襲われたのはこれが原因である）、八番街地下プレートに逃走するもレノ達に見つかり、捕獲された。
エアリス
伍番街スラムに住む少女。その正体は、約束の地を知るとされる古代種の末裔。彼女を確保し、約束の地を探り出したい神羅とそれを阻止したいアバランチ、両方から狙われる生活を送っている。花を愛する優しい性格だが、何者にも屈しない芯の強さを持っている。

## スタッフ
- ディレクター - 田畑端
- コンセプト、キャラクターデザイン - 野村哲也
- アートスーパーバイザー - 直良有祐
- シナリオ - 平野幸江
- シナリオ監修 - 野島一成
- コンポーザー - 石元丈晴
- プロデューサー - 伊藤幸正